# سعيد محاسن
محمد سعيد المحاسن (1884م / 1954 م) سياسي ورجل قانون سوري من دمشق.

## ولادته وتحصيله
ولد سعيد محاسن في مدينة دمشق سوق ساروجة سنة 1884 ونشاء بها. درس في دمشق وتخرج من كلية الحقوق من اسطنبول. وكذلك حائز على شهادة التجهيز ويجيد المرافعة باللغات العربية والتركية والفرنسية.

## عمله ووظائفه
- عام 1922 انتخب في المجلس التأديبي لنقابة المحامين.
- عام 1923 انتخب عضواً في مجلس نقابة المحامين.
- وفي عام 1938 انتخب نقيباً للمحامين لدورة 1938- 1939 بموجب الانتخابات الجارية بتاريخ 27/10/1938 وتم تجديد ولاية المجلس في عهدة لمدة سنة أخرى أي لعام 1940 بموجب المرسوم الاشتراعي رقم 41 تاريخ 14/10/1939. وجددت أيضاً سنة أخرى لعام 1941 بموجب المرسوم الاشتراعي رقم 144 تاريخ 21/11/1940.
- ثم جرت انتخابات 28/10/1941 ففاز فيها أيضاً بمنصب النقيب لدورة 1941/1942.
- وبذلك يكون قد ظل نقيباً للمحامين من عام 1938 وحتى نهاية عام 1942.
- شغل منصب مدعي عام في محكمة صيدا وعضو محكمة بداية في حماة.[4]
- وزير للداخلية في حكومة تاج الدين الحسني.[5][6]
- رئيس ديوان الاغاثة 1942.[7]

## كتبه وآثاره
وله عدة منشورات مؤلفات ومجلات في القانون و الاحكام العدلية.

## وفاته
توفي في دمشق (1374ه _ 1954 م).